# Aglaoapis
Aglaoapis ist eine Gattung aus der Familie der Megachilidae. Diese Bienen sind Kuckucksbienen, d. h. sie leben brutparasitisch bei anderen Megachilidae, insbesondere bei Arten der Gattungen Hoplitis.
Es gibt drei Arten dieser Gattung, die in Europa, Westasien, Westindien und Südafrika vorkommen.
Aglaoapis-Bienen werden auf Deutsch Zweizahnbienen genannt. Dieser Name wird jedoch auch für Arten der Gattungen Dioxys und Paradioxys verwendet. Teilweise wird die Gattung Aglaoapis auch mit Dioxys synonymisiert, oder als Untergattung von Dioxys betrachtet.

## Merkmale
Aglaoapis sind schwarze Bienen, teilweise mit einem roten Hinterleib, sie sind 8 bis 12 mm lang. Im Vorderflügel sind 2 Cubitalzellen. An den Seiten des Scutellums ist je ein zahnartiger Auswuchs. Kein Pollensammelapparat bei den Weibchen. Die einheimische Art mit schwarzem Hinterleib, mit weißen nicht unterbrochenen Haarbinden an Segment 1 bis 5 (Männchen) bzw. 1 bis 4 (Weibchen).

## Lebensweise
Die Tiere sind Brutparasiten, die Weibchen besuchen Blüten nur um sich selbst mit Nektar zu versorgen. A. tridentata parasitiert an Osmia und Megachile. Sie fliegt in Deutschland von Juni bis Juli.

## Systematik
Die Gattung Aglaoapis gehört innerhalb der Unterfamilie Megachilinae zur Tribus Dioxyini. Diese Tribus enthält acht Gattungen: Aglaoapis (3 Arten), Allodioxys (4 Arten),  Dioxys (15 Arten), Ensliniana (3 Arten), Eudioxys (2), Metadioxys (3) Paradioxys (2)  Prodioxys (3). Die Arten der Dioxyini sind alle Brutparasiten. Im Gegensatz zu den sonstigen Kuckucksbienen ist der Stachel und Stachelapparat der Dioxyini ist weitgehend reduziert. Anthidini und Dioxini sind vermutlich Schwestergruppen.
In der deutschen Bienenliteratur werden die Gattungen Dioxys und Alglaoapis vielfach nicht unterschieden. Nach Michener unterscheiden sie sich jedoch sehr deutlich im Bau der männlichen Genitalien und des Stachelapparates.

## Arten
- Dunkle Zweizahnbiene, Aglaoapis tridentata = syn. Dioxys tridentata; insgesamt weit verbreitet, von der Iberischen Halbinsel bis in die Ostpalaearktis, nördlich bis Finnland; in Deutschland vor allem im Süden[4], selten, vor kurzem in Hessen nachgewiesen;[5] in Österreich hauptsächlich im Osten, in der Schweiz im Wallis und Graubünden.[6]
- Aglaoapis brevipennis (Indien)[2]
- Aglaoapis alata (Südafrika)[2]